# НТВ
«НТВ» (наименование СМИ — «Телекомпания НТВ») — общероссийский федеральный телеканал. Вещает круглосуточно из Москвы, из телецентра «Останкино» (АСК-1). Входит в первый мультиплекс цифрового телевидения России. Также вещают временны́е дубли для трансляции на регионы России. Имеет международную версию — «НТВ Мир», а также версию в формате высокой чёткости — «НТВ HD».
По состоянию на 2018 год на НТВ работает 2 000 человек.
Телекомпания НТВ входит в состав холдинга «Газпром-медиа», которому принадлежит пакет в 86,52 % акций АО «Телекомпания НТВ». На 2021 год стоимость НТВ оценивалась в 13,6 млрд руб.

## История
Телекомпания НТВ была создана 14 июля 1993 года журналистами программы 1-го канала РГТРК «Останкино» «Итоги» при финансовой поддержке руководителя «Мост-Банка» Владимира Гусинского. Официально днём рождения НТВ считается 10 октября 1993 года, когда «Итоги» впервые вышли в эфир по санкт-петербургскому телеканалу. Спустя несколько месяцев, в январе 1994 года, НТВ получило вечерний эфир на четвёртом канале, а после президентских выборов 1996 года — всё эфирное время на этой частоте.
Одновременно с этим количество медиаресурсов, которым владел Гусинский, увеличивалось (газета «Сегодня», радиостанция «Эхо Москвы», оператор спутникового телевидения «НТВ-Плюс» и другие), и в январе 1997 года они были объединены в холдинг «Медиа-Мост», который возглавил сам бизнесмен, тем самым сосредоточившись на медиабизнесе. Главным ресурсом «Медиа-Моста» оставался телеканал НТВ, который к 2000 году стал крупнейшим частным телеканалом России, в эфире которого выходили не только информационные, но и развлекательные, публицистические, музыкальные и познавательные программы, а также кинофильмы и сериалы.
За годы существования телеканала его программное наполнение и информационная политика претерпевали многочисленные изменения.
14 апреля 2001 года, после смены владельца «Медиа-Моста» (им стал «Газпром-Медиа»), у телекомпании НТВ в её коллективе случился раскол. Если часть журналистов решила остаться на канале, то многие ведущие журналисты, протестовавшие против смены руководства, покинули компанию вместе с бывшим генеральным директором и главным редактором НТВ Евгением Киселёвым.
29 мая 2001 года была начата процедура ликвидации холдинга «Медиа-Мост». В ноябре 2001 года «Газпром» стал контролирующим собственником большинства компаний «Медиа-Моста», а спустя несколько месяцев, в июле 2002 года, Гусинский продал оставшиеся пакеты всех компаний (за исключением «Эха Москвы»), которыми до этого владел в качестве миноритарного акционера.
С 12 октября 2004 года телеканал перешёл на круглосуточный режим вещания. Несмотря на это, в Москве и Московской области сохраняется официальный еженедельный технический перерыв в ночь с понедельника на вторник с 1:45 до 6:00. Кроме этого, перерыв в вещании телеканала «НТВ» на немосковских дублях оставался вплоть до их отмены на рубеже 2016—2019 годов, последними из которых стали дубли +7. С 2000 по 2016 год в дни проведения эфирных профилактических работ на канале вещание начиналось в 16:00 (затем в 10:00).
24 июня 2009 года телеканал был включён в первый мультиплекс цифрового телевидения России.
17 апреля 2013 года телеканал перешёл на широкоэкранное вещание (16:9) в сетях цифрового вещания. НТВ стал вторым среди общефедеральных телеканалов, перешедшим на данный экранный формат. Также переход на широкоэкранный формат произошёл и у родственного канала — НТВ Мир.
С 11 ноября 2020 года телеканал объявил о переходе на практически полное стереовещание, переведя в соответствующий формат производство и показ почти всех телесериалов, музыкальных программ и линейных ток-шоу, а также лайфстайл-программ, выходящих по выходным утром и днём. На соответствующее звучание указывает плашка с текстом «Стерео» в левом верхнем углу, всплывающая на несколько секунд в начале эфира передачи или сериала, а также при выходе с рекламного перерыва.

## Руководители
Президент
- Игорь Малашенко (1993—1997)[26]

Далее должность президента телекомпании НТВ была объединена с должностью генерального директора телекомпании НТВ
Вице-президенты
- Олег Добродеев (1993—1997)
- Евгений Киселёв (1993—1997)

Генеральные директора
- Игорь Малашенко (1993—1997)
- Олег Добродеев (1997—2000)[27][28]
- Евгений Киселёв (2000—2001)[29][30]
- Борис Йордан (2001—2003)[31][32]
- Николай Сенкевич (2003—2004)[33]
- Владимир Кулистиков (2004—2015)[34]
- Алексей Земский (с 2015)[35]

Заместители Генерального директора по информационному и общественно-политическому вещанию
- Александр Герасимов (2003—2004)[36][37]
- Татьяна Миткова (2004—2014)[38]
- Александра Кошарницкая (Костерина) (с 2014)[39]

Главные редакторы
- Евгений Киселёв (1993—2001)
- Владимир Кулистиков (апрель 2001 — осень 2001, 2004—2015[40])
- Татьяна Миткова (2001—2003)
- Александр Герасимов (2003—2004)
- Александра Кошарницкая (Костерина) (с 2015)[40]

Главные продюсеры / Генеральные продюсеры
- Алексей Цыварев (1994—1997)[41]
- Леонид Парфёнов (1997—1999)[42][43]
- Александр Левин (1999—2001, 2004—2005[44])[45][46]
- Александр Олейников (апрель—октябрь 2001)[47][48]
- Сергей Шумаков (2001—2003[49])
- Кирилл Набутов (2003—2004)[50][51]
- Данила Шарапов (2014—2015)[39]
- Тимур Вайнштейн (с 2015)[52]

В 2005—2014 годах должность главного продюсера на НТВ была упразднена. В декабре 2014 года должность была возвращена, её занял Данила Шарапов. 1 декабря 2015 года должность главного продюсера телекомпании НТВ была переименована в генерального продюсера телекомпании НТВ. Её занял Тимур Вайнштейн.
Главный режиссёр
- Александр Файфман (1997—1998)

Режиссёр-постановщик
- Елена Адрузова (1997—2009)

Исполнительный продюсер
- Никита Клебанов (1998—2001, 2003—2013)[55]

Продюсер детского вещания
- Игорь Шишков (январь—август 1998)[56]

Руководители развлекательного вещания
- Артемий Троицкий (1994—1996) — директор музыкального вещания
- Алексей Мурмулёв (2002—2003) — продюсер развлекательного вещания[57]
- Юрий Бершидский (2003—2004) — продюсер развлекательного вещания[58]
- Хуан Ларра (Игорь Морозов) (2007—2011) — художественный руководитель развлекательного вещания[59][60][61]
- Леонид Закошанский (2011—2016) — художественный руководитель Управления развлекательного вещания[62]
- Наталья Варен (с 2016) — художественный руководитель Управления развлекательного вещания[63]

Председатели Совета директоров
- Евгений Киселёв (1997—2001)
- Альфред Кох (апрель— осень 2001)[64]
- Александр Дыбаль (2003—2004)[65]
- Николай Сенкевич (2004)

Исполнительные директора
- Сергей Мкртчян (1997—1999)
- Сергей Скворцов (1999—2001)[66]

Первые заместители генерального директора
- Рафаэль Акопов (2001—2003)[67][68]
- Алексей Земский (2003)[69]
- Вадим Живов (2003—2004)[70]
- Тамара Гаврилова (с 2004)[71][72]
- Олег Адамов (2004—2015)[73][74]
- Александра Кошарницкая (Костерина) (с 2014)[40]

Технические директора
- Константин Кочуашвили (1994—1997)[75]
- Валерий Механик (1997—1998, 2003—2004)[76][77]
- Алексей Малинин (1998—2000)[78][79][80]
- Андрей Гордов (2000—2003)[81]
- Андрей Друккер (с 2016)[82][83]

Директор Дирекции по обеспечению эфира
- Людмила Анисина[84][85][86]

Пресс-секретари
- Мария Шахова (1993—2001) — пресс-секретарь генерального директора[87]
- Татьяна Блинова (1993—2001)[88][89]
- Виктория Галанина (2001—2004)[90]
- Олег Сапожников (2001—2003) — пресс-секретарь генерального директора[91][92][93]
- Ирина Ган (2003—2004) — пресс-секретарь генерального директора[94][95]
- Мария Безбородова (Кучеренко) (с 2004)[96][97]

Руководители Службы социологического анализа
- Всеволод Вильчек (1999—2001)[98][99]
- Ольга Ослон (2001—2003)[100]

Музыкальные оформители
- Сергей Миклашевский (1994—1995)
- Сергей Чекрыжов (1995—1996)
- Адриан Корчинский (1996—1997)
- Антон Батагов (1997—1998)
- Сергей Педченко (1998—2001, 2004, частично)
- Олег Эмиров (2001—2021)
- Иван Баландин (с 2022 года)

## Доля аудитории
В 2012 году доля телесмотрения НТВ составляла 14 %. В 2013 году среди всех зрителей старше 18 лет канал смотрели 13,3 %, среди аудитории старше четырёх лет — 12,7 %; в 2014 году эти показатели были равны 11,8 % и 11,2 %; в 2015 году — 10,7 % и 10,1 % соответственно.
В первом полугодии 2015 года доля аудитории старше четырёх лет, в городах с населением более ста тысяч человек, составляла 10,2 %, суточный охват аудитории — 30,2 % (20739 тысяч человек). В 2016 году за первое полугодие эти показатели достигали 9,4 %, и 28,6 % (19740 тысяч человек) соответственно. Самыми просматриваемыми социально-политическими передачами были «Большинство» с рейтингом 1,4 % и долей 6 %, и «Место встречи» (рейтинг 1.2 и доля 10,1 %).
В период сентябрь 2016 — май 2017 среди зрителей в возрасте от 14 до 44 лет канал занимал первое место в выходные дни с 9.00 до 15.00. Ежемесячный охват аудитории в социальных сетях составлял более 60 миллионов человек, общее количество просмотров на YouTube — более одного миллиарда. Среднесуточная доля аудитории старше четырёх лет в 2017 году равнялась 9,4 %, в возрастной группе «Все 18+» — 9,9 %.
В 2018—2019 годы доля телесмотрения достигала 9,8 %, средняя доля аудитории старше 18 лет составляла 9,5 %, максимальная — 11,4 %. Среди лучших эфирных событий недели среди зрителей возраста «14-44» были сериалы «Скорая помощь», «Пять минут тишины», «Невский» и «Ростов». В 2019 году среднесуточная доля телесмотрения составляла 9 %, по популярности телеканал занимал второе место. Во второй половине летного сезона (15 июля — 1 сентября 2019 года) доля зрителей 18+ достигала 10,5 %, а рейтинг — 1,56 % против 10,4 % у «Первого канала» с рейтингом 1,54 %.
По итогам 2020 года по всей России, с учётом малых городов и сёл, с населением менее 100 тысяч человек, среднесуточная доля аудитории среди всех зрителей старше четырех лет равнялась 9,7 %. В крупных городах, с населением более 100 тысяч человек, среднесуточная доля аудитории «НТВ» достигала 9,5 %.

## Кинопроекты
После 2001 года телеканал участвовал в съёмке и продвижении ряда российских фильмов:
- «Ласковый май» (2009)
- «Глухарь в кино» (2010)
- «Доктор Лиза» (2020)
- «Пётр I: Последний царь и первый император» (2022)
- «Императрицы» (2023)
- «Летучий корабль» (2024)[116]
- «Руки вверх!» (2024)
- «Екатерина Великая» (2025)
- «Роднина» (2025)
- «В списках не значился» (2025)[117]
- «Больше чем футбол» (2025)[118]

## Подразделения
По состоянию на 2012 год в структуре телеканала выделялись четыре подразделения, именуемые дирекциями: дирекция информационного вещания, дирекция правового вещания, дирекция игрового кино и сериалов и дирекция праймового вещания. Последняя в конце того же года была расформирована. Всё остальное производство телеканала (неполитические и развлекательные форматы, анонсы и оформление) находится в подчинении у генерального продюсера, а также частично выведено за пределы телекомпании.

### Действующие

#### Дирекция информационного вещания
Подразделение по производству программ информационного вещания и некоторых документальных проектов, образованное с момента создания телекомпании. Расположена на восьмом этаже телецентра «Останкино», редакции отдельных проектов службы прошлых лет могли также размещаться на девятом и седьмом этажах. До 2003 года существовало как Служба информации НТВ.
В настоящее время дирекция производит программы «Сегодня», «Центральное телевидение» и «Итоги недели». В разное время она также производила передачи «Итоги», «Намедни», «Сегодня в полночь», «Герой дня», «Герой дня без галстука», «Сегодня утром» (изначально), «Среда», «Профессия — репортёр», «Свобода слова», «Национальная безопасность», «Влияние», «Страна и мир», «Личный вклад», «Сегодня. Итоговая программа», «Анатомия дня», «Акценты недели», «Точка» и «Итоги дня».
Главные редакторы/директора дирекции информационного вещания
- Олег Добродеев (1993—1997)
- Владимир Кулистиков (1997—2000)[127][128]
- Григорий Кричевский (2000—2001)[129]
- Татьяна Миткова (с 2001)[130]

Заместители главного редактора/директора
- Владимир Кулистиков (1996—1997)[131]
- Григорий Кричевский (1999—2000)[132]
- Игорь Сидорович (2001—2005)[133]
- Савик Шустер (2002—2004)[134]
- Пётр Орлов (2003—2015)[135]
- Александр Яковенко (с 2015)[136]
- Андрей Куницын (с 2016)[137]

Начальники отдела специальных проектов
- Алексей Поборцев (c 2004)[138]

#### Дирекция общественно-правового вещания
Образована в 1996 году. В первые несколько лет существовала как служба, затем как отдел правовых программ. В 2004 году под руководством Юрия Шалимова он был реорганизован в Дирекцию общественно-правового вещания. 16 февраля 2015 года дирекция была преобразована в редакцию общественно-правового вещания, в сентябре этого же года — в главную редакцию общественно-правовых программ при Дирекции информационного вещания. В настоящее время производит программы «ЧП», «ЧП. Расследование», «Человек в праве», «Главная дорога», «Ты не поверишь!», «Первая передача», «Новые русские сенсации», «Поедем, поедим!», «Место встречи» и «Основано на реальных событиях».
Ранее производила программы «Криминальная Россия», «Чистосердечное признание», «Независимое расследование», «Очная ставка», «Внимание, розыск!», «Преступление и наказание», «Территория выживания», «ЧП. Обзор за неделю», «Спасатели», «Тридцатая глава», «Победившие смерть», «Сук@любовь», «Лихие 90-е», «Борьба за собственность», «Дас ист фантастиш!», «Золотая утка», «Кулинарный поединок», «Наша тема», «Первая кровь», «Честный понедельник», «Крутые нулевые», «Поздний разговор», «НТВ утром» (четвёртый и пятый форматы), «Жизнь как песня», «Живут же люди!», «Давайте мириться!», «Академия красоты с Ляйсан Утяшевой», «Бывает же такое!», «Средь бела дня», «Луч Света», «Метла», «Свадьба в подарок», «Как на духу», «Я худею!», «Профессия — репортёр» (третья версия, в 2014—2015 годах), «Контрольный звонок», «Мужское достоинство», «Следствие ведут», «50 оттенков. Белова», «Большинство», «Реакция», «Вежливые люди» и другие. Также произвела документальные фильмы: «Любовь Полищук. Ещё раз про любовь» (2009), «Людмила Зыкина. Прощальное интервью» (2009), «Приднестровье. Срок для президента» (2011), «Александр Пороховщиков. Чужой среди своих» (2012), «Эдуард Хиль. Это было недавно, это было давно…» (2012), «Валерий Золотухин. Золотой мой человек» (2013).
В период с 2008 по 2016 год значительная часть правовых и неполитических программ НТВ производилась ООО «ППК» (Первая производственная компания), учредителем которого был Юрий Шалимов. В структуру данного предприятия в январе 2010 года был переведён ряд бывших штатных сотрудников ОАО «Телекомпания НТВ». С января 2016 года производством большинства передач общественно-правового вещания занимается дочерняя структура НТВ — ООО «НТВ-Центр», с августа 2017 года возглавляемая Евгением Буяновым (начиная с июля 2020 года данное наименование не указывается в титрах).
Руководители
- Николай Николаев (1996—2001)[147]
- Владимир Золотницкий (2001—2004)[148]
- Юрий Шалимов (2004—2013)[149]
- Андрей Куницын (2013—2015)[150]
- Андрей Иванов (с 2015)

#### Дирекция игрового кино и сериалов
Была образована в 2006 году на месте упразднённой Дирекции кинопоказа и кинопроизводства. Занимается производством отечественных телевизионных фильмов и сериалов.
Руководители
- Илья Огнев (2006—2008)[151]
- Валерий Спирин (2008—2009)
- Михаил Россолько (2009—2015)[152]
- Вадим Островский (с 2015)[153]

#### Дирекция программ
Подразделение в разное время отвечавшее за построение сетки вещания канала, кинопоказ, озвучивание, неполитическое вещание телеканала, производство сериалов и спецпроектов, а также продюсирование ряда запущенных телепроектов собственного производства. Возникла в январе 1996 года в качестве Службы программ, в 1998—2001 годах функционировала как Дирекция планирования и программ. Расположена на шестом этаже телецентра «Останкино».
До 1997 года телекомпания производила самостоятельно только информационные, околоинформационные, новогодние и спортивные проекты (см. соответствующие разделы), передачи неполитического вещания покупались, в основном, за рубежом или у сторонних телекомпаний (АТВ, REN-TV, DIXI, Версия / M&E Productions, Video International).
Программные директора/директора дирекции программ
- Владилен Арсеньев (1996—1997)[159]
- Владимир Кондратьев (1997—1998)[158][160]
- Олег Точилин (1998—2001; 2003—2004)[161][162][163]
- Александр Олейников (2001—2002)[164]
- Алексей Ефимов (2002—2003)[165][166]
- Евгений Кучеренко (2004—2008)[167]
- Александр Нечаев (2008—2016)[168]
- Людмила Бродская (с 2016)[169]

### Упразднённые

#### Дирекция праймового вещания
Существовала с июля 2006 по июль 2012 года. Располагалась рядом с Дирекцией правового вещания на так называемом «1/2-м» этаже телецентра «Останкино», где раньше находился супермаркет. Она производила программы, выходившие в пятничный, субботний и воскресный прайм-тайм канала. Среди них — «Программа максимум», «Русские сенсации», «Ты суперстар!», «Ты смешной!», «Чета Пиночетов», «Истории всероссийского обмана», «Бульдог-шоу», «Моя исповедь», «Музыкальный ринг НТВ», «Выход есть!», «Песня для вашего столика», «Концертный зал НТВ».
Помимо таблоидных программ, она производила и репутационные проекты: «Профессия — репортёр» (второй формат в 2006—2012 годах), «Главный герой», «Русские не сдаются!», «И снова здравствуйте!», «Легенды видео», «НТВшники», «Сеанс с Кашпировским», «Научные детективы Павла Лобкова», первоначальное «Центральное телевидение», «Нереальная политика», «Последнее слово», «Тайный шоу-бизнес», документальный цикл «Победить рак», несколько концертов, сериалы «Масквичи» и «Русский Голливуд», а также новогодние проекты НТВ 2006—2011 годов («Пожар в джунглях. Тропический бал НТВ», «Новогодний Суперстар», «Карнавальная ночь с Максимом Авериным» и т. д.).
Руководителем дирекции являлся Николай Картозия.

#### Дирекция научно-популярного вещания
Существовала с мая 2003 по июль 2004 года, производила программы «Их нравы», «Военное дело» и «Тайны разведки», а также занималась закупкой и доведением до эфира зарубежных документальных сериалов и фильмов. Руководил ей Дмитрий Захаров. После прихода на НТВ Владимира Кулистикова дирекция была расформирована, и её программы были переданы сторонним производителям.

#### Дирекция кинопоказа и кинопроизводства
Существовала с января 1996 по февраль 2005 года, находясь в подчинении у программного директора НТВ. Занималась закупкой и доведением до эфира иностранной продукции, затем ещё и производством отечественных телесериалов. В 1993—1995 годах эти функции выполняла Служба художественных программ и кинопоказа НТВ под руководством Владилена Арсеньева, отвечавшая ещё и за всё неполитическое вещание канала. Располагалась на шестом этаже телецентра «Останкино» вместе с продюсерской службой, службой анонсов и дирекцией планирования и программ.
Изначально возникла и существовала как Служба кинопоказа телекомпании НТВ. Как дирекция кинопоказа и кинопроизводства существовала с июля 2003 по февраль 2005 года. Была расформирована по приказу генерального директора Владимира Кулистикова. В 2005—2006 годах её функции временно выполняла непосредственно программная дирекция телеканала, позднее — Служба игрового и документального кино, входившая в состав программной дирекции, которую возглавляла Инга Кощавцева.
С 1994 по 1998 год озвучивание и закадровые переводы всех показываемых на канале зарубежных фильмов, телесериалов, мультсериалов и документальных фильмов выполнялось на независимых студиях (творческое объединение «Радуга», корпорация «Видеофильм», «Селена-Фильм» и др.), а также (но до середины 2000-х годов) в дирекции кинопоказа НТВ непосредственно (штат сотрудников состоял в основном из людей, ранее работавших в Студии кинопрограмм РГТРК «Останкино», а также авторских переводчиков VHS). С 1998 по 2015 год этим занимался отдел озвучивания телекомпании «НТВ-Плюс».
Руководители
- Сергей Фикс (1996—2003)[161][205][206]
- Аркадий Цимблер (2003—2004)[207]
- Сергей Скворцов (2004—2005)[208]

Шеф-редакторы
- Александр Колбовский (1998—2001)[209]

#### Служба спортивных программ
Существовала с 1993 по 1996 год, производила спортивные трансляции и телепередачи «Футбольный клуб», «Большой ринг», «Хоккей с Евгением Майоровым», «Почти всё о баскетболе», «Такова спортивная жизнь», «Теннис в полночь с Анной Дмитриевой» и др. В 1996 году была выведена из структуры НТВ и преобразована в спортивную редакцию телекомпании «НТВ-Плюс», ставшую основным поставщиком спортивных передач и трансляций для НТВ в период с 1996 по 2015 год. С апреля 2001 по май 2002 года, в связи с нежеланием администрации «НТВ-Плюс Спорт» сотрудничать с руководством нового НТВ, отдельная спортивная редакция НТВ была возрождена, а затем снова закрыта, в связи с возвращением старого состава комментаторов к работе на НТВ по договору.
Руководители
- Алексей Бурков (1993—1996)[222]
- Владимир Кузнецов (2001—2002)[223][224]

## НТВ-Холдинг
НТВ-Холдинг функционировал в 1997—2001 годах. В холдинг входили:
- ОАО «Телекомпания НТВ»
- ЗАО «ТНТ-Телесеть»
- ЗАО «НТВ-Плюс»
- ЗАО «Эхо Москвы»
- ЗАО «Интер-ТВ» («НТВ-International»)

Генеральные директора
- Игорь Малашенко (1997—1998)[225]

Исполнительные директора
- Михаил Шмушкович (2001)

## НТВ-Плюс
Компания платного спутникового телевещания «НТВ-Плюс» основана в 1996 году и стала одной из первых российских сетей спутникового вещания в аналоговом формате. Изначально состояла из четырёх телеканалов («Наше кино», «Мир кино», «Спорт», «Музыка»), позднее сеть стала также транслировать передачи телеканалов Discovery, Eurosport, Fox Kids и других известных телеканалов. В настоящее время «НТВ-Плюс» транслирует в цифровом формате несколько сотен каналов.

## Критика

### «Криминальная» составляющая сетки вещания
При гендиректоре НТВ Владимире Кулистикове, по оценке журналиста Ростислава Журавлёва, до 70 % сетки вещания канала составляли криминальные сериалы, программы о преступности и сводки чрезвычайных происшествий, из-за чего НТВ получил в народе прозвище «Мент-ТВ»; схожее мнение высказал и экс-ведущий канала Владимир Кара-Мурза-старший, хотя, по его словам, подобный шокирующий контент был и на других российских телеканалах. Подавляющая часть транслируемых телесериалов имела сомнительное качество, по словам Артёма Гусятинского, режиссёры порой не стеснялись «воровать» сюжетные ходы из других фильмов и сериалов зарубежного производства. В 2010 году обозреватель РИА Новости Сергей Варшавчик утверждал о работе телеканала «на свою аудиторию» — в основном, мужчин с невысоким образовательным уровнем, как правило, отсидевших или работающих на неруководящих постах в правоохранительных органах.
В 2010 году интернет-издание Lenta.ru отметило, что если в 2001 году во время смены собственника телеканала против подобных действий протестовали десятки тысяч москвичей, то за 9 лет зрителям стало «плевать и на Парфёнова, и на НТВ, и на самих себя», поэтому в случае гипотетического закрытия НТВ в наши дни возмущались бы этому только поклонники криминальных сериалов наподобие «Глухаря». Иронически содержимое сетки телеканала комментировал и писатель-сатирик Михаил Задорнов: на своих концертах и в блогах он шутил о том, что «95 % преступлений в России раскрывается только в сериалах НТВ».
Отказ от «криминальной» составляющей сетки вещания НТВ наметился в 2015 году, когда должность гендиректора занял Алексей Земский. По словам Lenta.ru, телеканал к тому моменту как «главный поставщик остросюжетных сериалов про борьбу полицейских и бандитов растерял и выручку, и зрителей», опустившись на 4-е место в рейтинге самых популярных каналов. Большую часть новой сетки стали занимать программы о красоте и здоровье, а также ток-шоу с участием звёзд: «Звёзды сошлись» и «Секрет на миллион». По мнению Тимура Вайнштейна, изменить концепцию канала кардинально не позволяет нехватка собственных финансовых ресурсов.

### Анонимные документальные фильмы
С сентября 2004 года в рамках документального цикла «Чрезвычайное происшествие. Расследование» и ещё нескольких других подобных передач был показан ряд документальных минифильмов пропагандистско-обличительного характера без предварительного упоминания в печатных программах передач. За первые три года такие фильмы появлялись чаще всего именно на НТВ, а не на государственных каналах. Почти все они рассказывали о событиях и людях, негативно воспринимающихся современной российской властью: дело ЮКОСа и Михаила Ходорковского («Теракт с предоплатой», «Человек с метлой», «Бригада из ЮКОСа», «Убийство в подарок»), Михаил Саакашвили («Миша»), Борис Березовский, Виктор Ющенко, российская политическая оппозиция («Кто заказывает хаос?», «НЕправое дело», «Анатомия протеста», «Патологоанатомия протеста», «Радио несвобода», «Касьянов день»), Александр Лукашенко («Крёстный батька»), Евромайдан («Технологии Майдана»).
Почти все фильмы отличались резкой подтасовкой фактов и необоснованностью высказанных идей. Большинство таких фильмов, кроме самых первых, выходило без перечисления съёмочной группы и указания авторства. Они вызывали критику со стороны зрителей, общественности и бывших сотрудников НТВ. В 2010 году против НТВ в Белоруссии провели акцию протеста, поводом для которой стал документальный фильм «Крёстный батька», показанный 4 июля того года и критиковавший деятельность Александра Лукашенко. Комментируя вышедший в 2018 году документальный фильм «НТВ 25+», приуроченный к юбилею НТВ, бывший ведущий телеканала Владимир Кара-Мурза-старший раскритиковал подачу информации, заявив, что после 2001 года на НТВ не появилось никого из новых «ярких, талантливых лиц», а анонимные документальные фильмы назвал «подтасовками, сливами и фальшивками».

### Освещение событий на Украине в 2014 году
После начала Евромайдана в 2013 году телеканал неоднократно становился объектом критики других средств массовой информации и в блогосфере. НТВ обвиняли в искажении событий и участии в антиукраинской пропагандистской кампании, проводимой российскими властями, а также в низком качестве редакционной работы, что не раз приводило к очевидным ляпам и громким скандалам. Так, в апреле 2014 года широкую известность приобрёл новостной репортаж НТВ из одной из больниц города Николаева, в котором лежащий на больничной койке человек, представленный как Андрей Петхов, был показан «наёмником», гражданином Германии и ещё «нескольких государств», который привёз для «Правого сектора» 500 тысяч евро и готовил группу из пятидесяти граждан Западной Европы к силовым акциям. Как выяснилось впоследствии, за день до репортажа НТВ этот же человек фигурировал в репортаже Независимого телевидения Севастополя как «житель Германии, детский хирург, спасший более двухсот малышей», который «приехал поддержать земляков в борьбе с наступающим неонацизмом», а в день выхода репортажа НТВ этот же человек был показан в новостях на телеканале «Россия-1» как мирный сторонник антимайдана, получивший тяжёлые травмы при разгоне мирной акции. Русская служба Би-би-си получила на свой запрос ответ от милиции города Николаева, что герой репортажа на самом деле является гражданином Украины. Позднее НТВ сообщил, что герой репортажа страдает шизофренией, и упрекнул западные СМИ в попытке уличить его в инсценировке, а главный редактор программы «ЧП» Андрей Иванов возложил вину на «условия революции», в которых проверка фактов, заявляемых интервьюируемым, затруднена. Колумнист Forbes Арина Бородина привела этот случай в качестве примера «удивительной истории пропагандистской кампании» против Украины.
В течение весны-осени 2014 года в эфире НТВ прошли фильмы разоблачительного характера без указания авторства под заставкой «Профессия — репортёр», в которых нападкам подвергались официальные украинские власти и общественные деятели («Принцесса у параши», «Тайная жизнь Виталия Кличко») или поддерживающие Украину медийные лица из России («13 друзей хунты», «Ещё 17 друзей хунты»). В свете показа таких фильмов телекритик Ирина Петровская заметила, что «на ТВ пышным цветом расцвёл жанр политического доноса». В ноябре 2014 года внимание соцсетей привлёк репортаж НТВ о накачанном наркотиками подростке из Красного Лимана по имени Стас, которого якобы похитили из дома бойцы украинской Национальной гвардии, угрожая его родителям огнестрельным оружием, и которого в репортаже НТВ называли «живой мишенью для ракет». Пользователи интернета выяснили, что в репортаже НТВ был показан 12-летний житель Красного Лимана Станислав Петров, у которого отмечены задержки психического развития и «склонность к бродяжничеству». Блогеры обвинили телеканал в намеренном использовании предполагаемой психической неполноценности подростка.

### Приглашение телеведущего с Украины
Весной 2015 года негативную реакцию у российских телезрителей вызвало появление в утреннем телешоу «Кофе с молоком» украинского телеведущего Даниила Грачёва, известного поддержкой Евромайдана. В своё оправдание Грачёв заявил, что его поддержка Евромайдана была обусловлена банальной обидой, но за год он пересмотрел своё отношение к украинским событиям.

## Вещание НТВ в других странах мира

### НТВ-Интернешнл
НТВ-Интернешнл (NTV-International) — телеканал, являвшийся международной версией НТВ с января 1997 по апрель 2001 года. После смены руководства НТВ в апреле 2001 года канал отказался подчиняться новому руководству большого канала НТВ и стал транслировать программы другого российского телеканала — ТВ-6 и недолго — передачи НТВ, оставшиеся на канале после событий апреля 2001 года. С 2002 года получил название RTVi.

### НТВ Мир
НТВ Мир (в анонсах упоминается название родственного канала «НТВ») — международная, лицензионно очищенная версия НТВ, специально подготовленная для зарубежных зрителей. Начала вещание в декабре 2001 года.

#### История
- В сентябре 2001 года стало известно, что руководство телекомпании НТВ решило учредить новую телекомпанию «НТВ Мир», призванную заменить телеканал «НТВ International»[267], зарегистрированный на компанию «Интер-ТВ», которая в результате событий вокруг собственника телеканала осталась под контролем владельца «Медиа-Моста» Владимира Гусинского.
- 28 сентября 2001 года «НТВ» попыталась прервать эфир «НТВ International» за рубеж[268]. После этого, с 1 октября 2001 года из сетки вещания «НТВ International» исчезли все актуальные программы с оригинального канала НТВ и остались только передачи с ТВ-6 (до этого момента, с апреля по сентябрь 2001 года зарубежные зрители фактически имели возможность смотреть передачи коллектива старого НТВ на одном телеканале, как и ранее)[272].
- 17 декабря 2001 года новый канал «НТВ Мир» начал вещание, тем самым, став новой международной версией НТВ[273][274].
- 6 марта 2002 года «НТВ» И NSAB-SIRIUS заключили соглашение о сотрудничестве[275]. Транслируется сигнал со спутника «Astra 4A» (4.8° в. д.) в кодированном виде в пакете VIASAT (ныне HOME3).
- С 9 мая 2002 по 27 июня 2015 года, помимо актуальных программ с оригинального канала НТВ, на «НТВ Мир» осуществлялась трансляция нескольких программ собственного производства, среди которых были: «Наши со Львом Новожёновым»[276][277][278], «Русская начинка», «Александр Журбин. Мелодии на память», «Золотая пыль», «Эксклюзив»[279]. Также показывались некоторые передачи прошлых лет — как из архива НТВ, так и перекупленные у других российских каналов[280], в том числе и у родственного телеканала ТНТ.
- 25 сентября 2002 года НТВ запустил в США новый американский русскоязычный канал «НТВ-America» с ретрансляцией «НТВ Мир» и собственными программами для русскоговорящих американцев[281].
- 5 ноября 2002 года «НТВ Мир» начал вещание в Австралии[282].
- 1 февраля 2003 года «НТВ Мир» начал ретранслироваться кабельным оператором «Воля» (Украина) в узкополосных сетях[283]. 1 марта 2004 года «НТВ Мир» получил высшую награду конкурса «Золотое перо» как самый популярный зарубежный канал, вещающий на территории Украины[284].
- 1 сентября 2003 года «НТВ Мир» запустил онлайн-вещание, которое спустя некоторое время было прекращено на сайте телеканала и доступно лишь в некоторых IPTV-сайтах[285].
- 28 декабря 2005 года в Канаде был запущен новый канал «НТВ-Canada»[286].
- 2 января 2006 года телеканал был отключён в кабельных сетях Эстонии[287].
- 1 марта 2006 года «НТВ Мир» начал вещание в Молдове под названием «TV7», 4 июля — в Беларуси под названием «НТВ Беларусь».
- В 2006 году израильский суд запретил телеканалу ставить в эфир израильскую коммерческую рекламу[288][289], из-за чего «НТВ Мир» прекратил свою работу в стране[290]. С 2006 года несмотря на заставку рекламы, вместо рекламы на «НТВ Мир» транслируются анонсы без логотипа, находившийся в левом нижнем углу, с начала 2020-х г. на «НТВ Мир» транслируется реклама «Газпрома». В августе 2007 года вещание «НТВ Мир» на Израиль было возобновлено в новом формате[291]; c 15 августа того же года оно стало идти на платной основе и только по подписке[292].
- 9 августа 2008 года телеканал был отключён в Грузии[293]. В июне 2015 года был запущен телеканал «НТВ Georgia».
- 1 апреля 2009 года «НТВ Мир» прекратил вещание в Беларуси вместе с другими российскими каналами[294].
- 30 октября 2011 года «НТВ Мир» перешёл на круглосуточное вещание[295].
- 17 апреля 2013 года «НТВ Мир» перешёл на широкоэкранный формат вещания (16:9).
- В марте 2014 года ретрансляция НТВ Мир в Литве была запрещена на три месяца в связи с выходом документального фильма «Осужденные. Ловушка для группы „Альфа“».
- 24 июля 2014 года Национальный совет Украины по вопросам телевидения и радиовещания объявил, что содержание программ практически всех российских телеканалов, содержащих в своей сетке информационные программы, в том числе и «НТВ Мир», не соответствует требованиям Европейской конвенции о транснациональном телевидении и ч. 1 ст. 42 закона Украины «О телевидении и радиовещании», тем самым, запретив их трансляцию на территории Украины[296][297].
- 19 мая 2016 года Комиссия по телевидению и радиовещанию Литвы исключила НТВ Мир из бесплатного пакета и перевела его в платный пакет услуг. Поводом для подобного решения стал выход программы «ЧП. Расследования» от 15 апреля, в котором, по мнению Комиссии, были утверждения с разжиганием национальной розни[298].
- 30 ноября 2016 года «НТВ Мир» начал вещание со спутника «Hot Bird 13C» (13° в. д.) в открытом доступе. До этого телеканал распространял свой сигнал со спутника «Astra 4A» (4.8° в. д.) в кодированном виде.
- 25 февраля 2022 года ретрансляция «НТВ Мир» была запрещена в Литве[299].

### НТВ-Канада
НТВ-Канада — это канадская, лицензионно очищенная версия НТВ, подготовленная для канадских зрителей. Вещала исключительно в Канаде. Вещание началось 6 января 2006 года на месте «НТВ-Мир», прекращено 13 октября 2015 года по неизвестным причинам.

### НТВ-America
НТВ-Америка — американская, лицензионно очищенная версия НТВ, специально подготовленная для американских зрителей. Вещает исключительно в США. 25 сентября 2002 года «НТВ-America» начал вещание на платформе «DISH Network».

### НТВ-Беларусь
НТВ-Беларусь — белорусская, лицензионно очищенная версия НТВ, специально подготовленная для белорусских зрителей, вещающая в Белоруссии.

### Тематические каналы НТВ
24 октября 2016 года телекомпания НТВ объявила о запуске вещания трёх тематических каналов «НТВ Сериал», «НТВ Стиль» и «НТВ Право» в кабельных и спутниковых сетях.

#### НТВ Сериал
Эфирная сетка телеканала «НТВ Сериал» состоит из трансляций сериалов, ранее выходивших в эфире основного телеканала НТВ, в частности, «Возвращение Мухтара», «Карпов», «Пятницкий», «Литейный» и «Шеф».

#### НТВ Стиль
Эфирная сетка телеканала «НТВ Стиль» состоит в основном из повторов передач о путешествиях, дизайне, ремонте и обустройстве жилища, кулинарных, гастрономических, потребительских и make-over шоу, программ о здоровом образе жизни и психологии, документальных проектов, ранее выходивших в эфире основного телеканала НТВ, в частности, «Квартирный вопрос», «Дачный ответ», «Поедем, поедим!», «Их нравы», «Я худею», «Главная дорога», «Первая передача», «НашПотребНадзор» и других.

#### НТВ Право
Эфирная сетка телеканала «НТВ Право» состоит из повторов судебных шоу, журналистских расследований, публицистики и документальных сериалов, ранее выходивших в эфире основного телеканала НТВ, в частности, «Суд присяжных», «До суда», «Прокурорская проверка», «Судебный детектив», а также и трансляций выпусков информационной программы «ЧП».

## НТВ-Профит
НТВ-Профит — совместная кинокомпания НТВ и продюсерской компании «Профит», занимавшаяся съёмкой и распространением фильмов и телесериалов, а также прокатом зарубежных фильмов. Изначально входила в холдинг «Медиа-Мост». Среди работ НТВ-Профит — «Вор» и «Восток-Запад», номинировавшиеся на «Оскар», «Три истории», «Мама», «Цирк сгорел, и клоуны разбежались», «Поклонник», «Хочу в тюрьму», сериалы «День рождения Буржуя» и «День рождения Буржуя 2» и др. Позже компании разорвали контракт и сейчас занимаются производством кино и телесериалов по отдельности.

## НТВ-Дизайн
НТВ-Дизайн — подразделение, которое специализируется на производстве телевизионного дизайна и компьютерной графики. Как самостоятельное юридическое лицо функционировало в 1996—2001 и 2003—2006 годах. В 1998—2001 годах также занималось графикой телеканала ТНТ.

## Санкции
9 февраля 2021 года Латвия запретила вещание всех телеканалов под брендом НТВ на неустановленный срок. 10 февраля 2021 года в 23:54 по рижскому времени кабельные операторы Латвии отключили у себя показ каналов.
21 мая 2021 года ООО «НТВ-Плюс» было включено в санкционный список Украины, так как компания «транслирует каналы, которые формируют и распространяют новостной контент в соответствии с кремлёвской политикой для целей оправдания действий России».
25 февраля 2022 года Департамент защиты прав потребителей и технического надзора запретил в Эстонии трансляцию некоторых российских каналов, в том числе «НТВ Мир» и «НТВ Мир Балтия», за размещение «запрещённой информации»: в частности, за «разжигание войны и распространение дезинформации».
8 мая 2022 года, на фоне вторжения России на Украину, санкции против НТВ ввели США, отмечая что канал прямо или косвенно контролируется государством, американским компаниям запрещается размещать рекламу и предоставлять оборудование для канала.
7 июля 2022 года Канада ввела санкции в отношении НТВ, включив его в санкционный список «российских структур дезинформации» за содействие и поддержку «неспровоцированного и необоснованного вторжения России в Украину».
19 октября 2022 года санкции против НТВ ввела Украина, поскольку канал формирует и распространяет «контент в соответствии с кремлёвской политикой для целей оправдания действий России».
16 декабря 2022 года Европейский союз приостановил лицензию и запретил вещание НТВ и «НТВ Мир» в 27 странах Евросоюза.

## Награды
- Благодарность Президента Российской Федерации (2018) — за большой вклад в развитие отечественного телевидения[314].